# Доленя Подгора
Доленя Подгора (словен. Dolenja Podgora) — поселення в общині Чрномель, регіон Південно-Східна Словенія, Словенія. Висота над рівнем моря: 393,2 м.